# گذشته (ترانه)
«گذشته» ترانه‌ای با صدای افشین مقدم، آهنگ‌سازی سیاوش قمیشی و شعری از زویا زاکاریان که در دهه ۱۳۵۰ منتشر شد.

## متن ترانه
گذشته، یه زخم پیر و کهنست خوب نمیشه 

تو ابرها، یه ابر گریه سازه دور نمیشه 

یه مرغ جلده که هیچوقت نمیره 

یه دشت خشک که با اشک جون میگیره 

یه زنجیره یه بنده 

یه دیوار بلنده 

گذشته جنس کوهه 

مثل سنگه 

چه سخته 

چه سخته 

گذشتن از تو دیوار گذشته 

یه خوابه، رسیدن، به فردایی که پشت اون نشسته 

گذشته، تو فریاد تموم گریه هامی 

یه عمره، تو بیداریه تلخ قصه هامی 

تو شبهامو به بی زاری کشوندی 

تو خورشید یه بی خوابو سوزوندی 

تو آزاری تو دردی 

یه دیواره بلندی 

گذشته، جنس کوهی مثل سنگی 

چی می‌شد، چی می‌شد 

تموم لحظه‌های من که میرن 

بمیرن، بمیرن 

که امروز منو از من نگیرن